# Arisa Murata
Arisa Murata (jap. 村田愛里咲 Murata Arisa; ur. 17 października 1990 w Kitakyūshū) – japońska narciarka dowolna specjalizująca się w jeździe po muldach. W 2010 roku zajęła w tej konkurencji ósme miejsce na igrzyskach olimpijskich w Vancouver. Była też między innymi piąta w muldach podwójnych i szósta w jeździe po muldach podczas mistrzostw świata w Voss w 2013 roku. Jej najlepszym sezonem był sezon 2011/2012, kiedy to zajęła 53. miejsce w klasyfikacji generalnej, a w klasyfikacji jazdy po muldach uplasowała się na 16. miejscu.

## Osiągnięcia

### Igrzyska olimpijskie
| Miejsce | Dzień     | Rok  | Miejscowość | Konkurencja      | Zwycięzca               |
| ------- | --------- | ---- | ----------- | ---------------- | ----------------------- |
| 8.      | 14 lutego | 2010 | Vancouver   | Jazda po muldach | Hannah Kearney          |
| 20.     | 8 lutego  | 2014 | Soczi       | Jazda po muldach | Justine Dufour-Lapointe |
| 18.     | 11 lutego | 2018 | Pjongczang  | Jazda po muldach | Perrine Laffont         |

### Mistrzostwa świata
| Miejsce | Dzień    | Rok  | Miejscowość | Konkurencja      | Zwycięzca             |
| ------- | -------- | ---- | ----------- | ---------------- | --------------------- |
| 19.     | 7 marca  | 2009 | Inawashiro  | Jazda po muldach | Aiko Uemura           |
| 13.     | 8 marca  | 2009 | Inawashiro  | Muldy podwójne   | Aiko Uemura           |
| 12.     | 2 lutego | 2011 | Deer Valley | Jazda po muldach | Jennifer Heil         |
| 13.     | 5 lutego | 2011 | Deer Valley | Muldy podwójne   | Jennifer Heil         |
| 6.      | 6 marca  | 2013 | Voss        | Jazda po muldach | Hannah Kearney        |
| 5.      | 8 marca  | 2013 | Voss        | Muldy podwójne   | Chloé Dufour-Lapointe |

### Puchar Świata

#### Miejsca w klasyfikacji generalnej
- sezon 2007/2008: 133.
- sezon 2008/2009: 107.
- sezon 2009/2010: 56.
- sezon 2010/2011: 70.
- sezon 2011/2012: 53.
- sezon 2011/2013: 58.
- sezon 2013/2014: 157.
- sezon 2016/2017: 180.
- sezon 2017/2018: 154.

#### Miejsca na podium w zawodach
1. Åre – 9 marca 2012 (Jazda po muldach) – 3. miejsce